# Cymbocarpum wiedemannii
Cymbocarpum wiedemannii är en flockblommig växtart som beskrevs av Pierre Edmond Boissier. Cymbocarpum wiedemannii ingår i släktet Cymbocarpum och familjen flockblommiga växter. Inga underarter finns listade i Catalogue of Life.